# 法赫魯·丁清真寺
法赫魯·丁清真寺（阿拉伯语：‎）是索馬里首都摩加迪沙的一家清真寺，位於城市最古老的老哈馬區。
清真寺建於1269年，即摩加迪沙蘇丹國建立者法赫魯·丁統治期間，使之成為摩加迪沙全市最古老的清真寺之一，寺名亦由此而來。清真寺呈長方形，建築材料方面有石塊，和來自印度的大理石和珊瑚，上釉的地磚更刻上了建寺的年份。
自19世紀以來，清真寺以其獨特的兩座穹頂——一個圓穹和一個八角形穹頂——成為了摩加迪沙的象徵，出現在描繪當地的書籍和圖像中。
2°02′01″N 45°20′09″E / 2.03361°N 45.33583°E